# Dimitri Vegas & Like Mike/Diskografie
Diese Diskografie ist eine Übersicht über die musikalischen Werke des belgisch-griechischen DJ-Duos Dimitri Vegas & Like Mike. Die Brüder produzieren seit mehreren Jahren die Hymne für das belgische EDM-Festival „Tomorrowland“. Ihre erfolgreichsten Veröffentlichungen sind die Singles Project T und The Hum mit Chartplatzierungen in zahlreichen europäischen Ländern.

## Alben

### Kompilationen
| Jahr | Titel Musiklabel                                            | Anmerkungen                                              |
| ---- | ----------------------------------------------------------- | -------------------------------------------------------- |
| 2010 | Smash the House! DJ Magazine                                | Erstveröffentlichung: Februar 2010 nur in Großbritannien |
| 2014 | Awesome Edm Vol. 1 Love Da Records                          | Erstveröffentlichung: 6. Juni 2014 nur in Hong Kong      |
| 2016 | Tomorrowland Anthems – The Best of Avex Music Creative Inc. | Erstveröffentlichung: 13. Januar 2016 nur in Japan       |

### Soundtracks
| Jahr | Titel                          | Höchstplatzierung, Gesamtwochen, AuszeichnungChartplatzierungen (Jahr, Titel, Platzierungen, Wochen, Auszeichnungen, Anmerkungen) | Höchstplatzierung, Gesamtwochen, AuszeichnungChartplatzierungen (Jahr, Titel, Platzierungen, Wochen, Auszeichnungen, Anmerkungen) | Höchstplatzierung, Gesamtwochen, AuszeichnungChartplatzierungen (Jahr, Titel, Platzierungen, Wochen, Auszeichnungen, Anmerkungen) | Höchstplatzierung, Gesamtwochen, AuszeichnungChartplatzierungen (Jahr, Titel, Platzierungen, Wochen, Auszeichnungen, Anmerkungen) | Höchstplatzierung, Gesamtwochen, AuszeichnungChartplatzierungen (Jahr, Titel, Platzierungen, Wochen, Auszeichnungen, Anmerkungen) | Höchstplatzierung, Gesamtwochen, AuszeichnungChartplatzierungen (Jahr, Titel, Platzierungen, Wochen, Auszeichnungen, Anmerkungen) | Anmerkungen                                                                        |
| Jahr | Titel                          | DE | AT | CH | UK | BEF | BEW | Anmerkungen                                                                        |
| ---- | ------------------------------ | --- | --- | --- | --- | --- | --- | ---------------------------------------------------------------------------------- |
| 2013 | Bringing Home the Madness      | — | — | — | — | BEF— GoldBEF | — | Erstveröffentlichung: 6. Dezember 2013 Kompilation zur gleichnamigen Tour          |
| 2014 | Bringing the World the Madness | — | AT25 (2 Wo.)AT | — | — | BEF— PlatinBEF | — | Erstveröffentlichung: 12. Dezember 2014 Kompilation zur gleichnamigen Tour         |
| 2016 | Asia Tour 2016 Edition         | — | — | — | — | — | — | Erstveröffentlichung: 9. Mai 2016 Kompilation zur gleichnamigen Tour; Nur in Asien |
| 2016 | Bringing the Madness           | — | — | — | — | BEF— PlatinBEF | — | Erstveröffentlichung: 16. Dezember 2016 Kompilation zur gleichnamigen Tour         |

### EPs
| Jahr | Titel             | Höchstplatzierung, Gesamtwochen, AuszeichnungChartplatzierungen (Jahr, Titel, Platzierungen, Wochen, Auszeichnungen, Anmerkungen) | Höchstplatzierung, Gesamtwochen, AuszeichnungChartplatzierungen (Jahr, Titel, Platzierungen, Wochen, Auszeichnungen, Anmerkungen) | Höchstplatzierung, Gesamtwochen, AuszeichnungChartplatzierungen (Jahr, Titel, Platzierungen, Wochen, Auszeichnungen, Anmerkungen) | Höchstplatzierung, Gesamtwochen, AuszeichnungChartplatzierungen (Jahr, Titel, Platzierungen, Wochen, Auszeichnungen, Anmerkungen) | Höchstplatzierung, Gesamtwochen, AuszeichnungChartplatzierungen (Jahr, Titel, Platzierungen, Wochen, Auszeichnungen, Anmerkungen) | Höchstplatzierung, Gesamtwochen, AuszeichnungChartplatzierungen (Jahr, Titel, Platzierungen, Wochen, Auszeichnungen, Anmerkungen) | Anmerkungen                             |
| Jahr | Titel             | DE | AT | CH | UK | BEF | BEW | Anmerkungen                             |
| ---- | ----------------- | --- | --- | --- | --- | --- | --- | --------------------------------------- |
| 2018 | Tomorrowland EP   | — | — | — | — | — | — | Erstveröffentlichung: 31. Juli 2018     |
| 2019 | Tomorrowland 2019 | — | — | — | — | BEF134 (2 Wo.)BEF | — | Erstveröffentlichung: 5. September 2019 |

## Singles
| Jahr | Titel Album                                        | Höchstplatzierung, Gesamtwochen, AuszeichnungChartplatzierungen (Jahr, Titel, Album, Platzierungen, Wochen, Auszeichnungen, Anmerkungen) | Höchstplatzierung, Gesamtwochen, AuszeichnungChartplatzierungen (Jahr, Titel, Album, Platzierungen, Wochen, Auszeichnungen, Anmerkungen) | Höchstplatzierung, Gesamtwochen, AuszeichnungChartplatzierungen (Jahr, Titel, Album, Platzierungen, Wochen, Auszeichnungen, Anmerkungen) | Höchstplatzierung, Gesamtwochen, AuszeichnungChartplatzierungen (Jahr, Titel, Album, Platzierungen, Wochen, Auszeichnungen, Anmerkungen) | Höchstplatzierung, Gesamtwochen, AuszeichnungChartplatzierungen (Jahr, Titel, Album, Platzierungen, Wochen, Auszeichnungen, Anmerkungen) | Höchstplatzierung, Gesamtwochen, AuszeichnungChartplatzierungen (Jahr, Titel, Album, Platzierungen, Wochen, Auszeichnungen, Anmerkungen) | Anmerkungen |
| Jahr | Titel Album                                        | DE | AT | CH | UK | BEF | BEW | Anmerkungen |
| ---- | -------------------------------------------------- | --- | --- | --- | --- | --- | --- | --- |
| 2009 | Liquid Skies –                                     | — | — | — | — | BEF25 (5 Wo.)BEF | — | Erstveröffentlichung: 26. Mai 2009 feat. Jade |
| 2010 | Tomorrow (Give In to the Night) –                  | — | — | — | — | BEF16 (3 Wo.)BEF | — | Erstveröffentlichung: 14. Juli 2010 mit Dada Life & Tara McDonald                                                                                         |
| 2011 | The Way We See the World Awesome Edm Vol. 1        | — | — | — | — | BEF34 (2 Wo.)BEF | — | Erstveröffentlichung: 18. Juli 2011 mit Afrojack & NERVO; Tomorrowland 2012 Anthem                                                                        |
| 2012 | Tomorrow Changed Today –                           | — | — | — | — | BEF20 (3 Wo.)BEF | — | Erstveröffentlichung: 27. Juli 2012 mit The WAV.s feat. Kelis                                                                                             |
| 2012 | Momentum Bringing Home the Madness                 | — | — | — | — | BEF7 Gold · (10 Wo.)BEF | — | Erstveröffentlichung: 27. August 2012 mit Regi |
| 2013 | Madness Bringing Home the Madness                  | — | — | — | — | BEF35 (3 Wo.)BEF | — | Erstveröffentlichung: 29. Januar 2013 mit Lil Jon & Coone                                                                                                 |
| 2013 | Wakanda Bringing Home the Madness                  | — | — | — | — | BEF27 (9 Wo.)BEF | — | Erstveröffentlichung: 4. Februar 2013 Original: Manitou – Manitou in Africa                                                                               |
| 2013 | Mammoth Bringing the World the Madness             | DE90 (3 Wo.)DE | — | — | — | — | — | Erstveröffentlichung: 4. März 2013 mit Moguai |
| 2013 | Chattahoochee Bringing Home the Madness            | — | — | — | — | BEF2 (6 Wo.)BEF | BEW28 (2 Wo.)BEW | Erstveröffentlichung: 22. Juli 2013 Tomorrowland 2013 Anthem Original: Desperation – Our Reservation                                                      |
| 2013 | Project T Bringing Home the Madness                | DE33 (7 Wo.)DE | AT39 (3 Wo.)AT | CH21 (8 Wo.)CH | — | BEF29 (3 Wo.)BEF | BEW44 (1 Wo.)BEW | Erstveröffentlichung: 2. September 2013 vs. Sander van Doorn; Erfolg in vielen Ländern durch den Martin-Garrix-Remix Original: The xx – Intro             |
| 2013 | Find Tomorrow (Ocarina) Bringing Home the Madness  | — | — | — | — | BEF2 Gold · (15 Wo.)BEF | BEW13 (9 Wo.)BEW | Erstveröffentlichung: 29. November 2013 feat. Wolfpack & Katy B; TomorrowWorld 2014 Anthem                                                                |
| 2013 | Stampede Bringing Home the Madness                 | — | — | — | — | BEF30 (2 Wo.)BEF | — | Erstveröffentlichung: 2. Dezember 2013 vs. Dvbbs & Borgeous                                                                                               |
| 2014 | G.I.P.S.Y. Bringing Home the Madness               | — | — | — | — | BEF19 (4 Wo.)BEF | — | Erstveröffentlichung: 11. April 2014 feat. Boostedkids |
| 2014 | Tremor Gold Skies EP                               | — | AT55 (3 Wo.)AT | — | UK30 (1 Wo.)UK | BEF3 (14 Wo.)BEF | BEW26 (7 Wo.)BEW | Erstveröffentlichung: 4. Juli 2014 mit Martin Garrix; Sensation 2014 Anthem                                                                               |
| 2014 | Eparrei Fatboy Slim Presents Bem Brasil            | — | — | — | — | BEF5 (3 Wo.)BEF | — | Erstveröffentlichung: 9. Juni 2014 mit Diplo & Fatboy Slim feat. Bonde Do Rolê & Pin                                                                      |
| 2014 | Waves –                                            | — | — | — | — | BEF7 (3 Wo.)BEF | BEW32 (1 Wo.)BEW | Erstveröffentlichung: 28. Juli 2014 vs. W&W; Tomorrowland 2014 Anthem                                                                                     |
| 2014 | Body Talk (Mammoth) Bringing the World the Madness | — | — | — | — | BEF2 Gold · (13 Wo.)BEF | BEW25 (9 Wo.)BEW | Erstveröffentlichung: 4. August 2014 mit Moguai feat. Julian Perretta                                                                                     |
| 2014 | Nova Bringing the World the Madness                | — | — | — | — | BEF2 (10 Wo.)BEF | BEW23 (5 Wo.)BEW | Erstveröffentlichung: 29. September 2014 vs. Tujamo & Felguk                                                                                              |
| 2015 | Tales of Tomorrow Bringing the World the Madness   | — | AT64 (1 Wo.)AT | — | — | BEF2 (10 Wo.)BEF | BEW21 (1 Wo.)BEW | Erstveröffentlichung: 12. Januar 2015 vs. Fedde Le Grand feat. Julian Perretta                                                                            |
| 2015 | The Hum Bringing the World the Madness             | — | — | — | — | BEF1 Platin · (37 Wo.)BEF | BEW10 (23 Wo.)BEW | Erstveröffentlichung: 20. April 2015 feat. Ummet Ozcan Original: Matthew McConaughey & Robbie Robertson – The Money Chant (The Wolf of Wall Street)       |
| 2015 | Higher Place Bringing the World the Madness        | — | — | — | — | BEF1 Platin · (23 Wo.)BEF | BEW22 (14 Wo.)BEW | Erstveröffentlichung: 6. Juli 2015 feat. Ne-Yo |
| 2016 | Arcade Bringing the Madness                        | — | — | — | — | BEF37 (3 Wo.)BEF | — | Erstveröffentlichung: 4. März 2016 vs. W&W |
| 2016 | Café Del Mar 2016 –                                | — | — | — | — | BEF22 (5 Wo.)BEF | — | Erstveröffentlichung: 4. April 2016 vs. MATTN & Futuristic Polar Bears; Erfolg in vielen Ländern durch den Klaas-Remix Original: Energy 52 - Café Del Mar |
| 2016 | Melody Bringing the Madness                        | — | — | — | — | BEF12 Gold · (8 Wo.)BEF | — | Erstveröffentlichung: 9. Mai 2016 vs. Steve Aoki & Ummet Ozcan                                                                                            |
| 2016 | Stay a While Bringing the Madness                  | — | — | — | — | BEF3 Platin · (17 Wo.)BEF | BEW31 (6 Wo.)BEW | Erstveröffentlichung: 1. Juli 2016 |
| 2016 | Hey Baby Bringing the Madness                      | DE65 (7 Wo.)DE | — | — | — | BEF1 Platin · (20 Wo.)BEF | BEW13 (19 Wo.)BEW | Erstveröffentlichung: 28. Oktober 2016 vs. Diplo feat. Deb’s Daughter; Remix mit Kid Ink                                                                  |
| 2017 | He’s a Pirate –                                    | — | — | — | — | BEF35 (4 Wo.)BEF | — | Erstveröffentlichung: 9. Juni 2017 vs. Hans Zimmer Original: Klaus Badelt & Hans Zimmer – He’s a Pirate                                                   |
| 2017 | Complicated –                                      | DE77 Gold · (13 Wo.)DE | AT51 (15 Wo.)AT | CH37 (12 Wo.)CH | — | BEF4 Platin · (26 Wo.)BEF | BEW6 (12 Wo.)BEW | Erstveröffentlichung: 28. Juli 2017 vs. David Guetta feat. Kiiara                                                                                         |
| 2017 | Crowd Control –                                    | — | — | — | — | BEF37 (5 Wo.)BEF | — | Erstveröffentlichung: 20. Oktober 2017 mit W&W Original: DJ Zany & Pavo – Orgasmo                                                                         |
| 2018 | Slow Down –                                        | — | — | — | — | BEF14 Gold · (12 Wo.)BEF | — | Erstveröffentlichung: 26. Januar 2018 mit Quintino feat. Boef, Ronnie Flex, Ali B & I Am Aisha                                                            |
| 2018 | All I Need –                                       | — | — | — | — | BEF18 (7 Wo.)BEF | — | Erstveröffentlichung: 4. Mai 2018 feat. TYSM & Gucci Mane                                                                                                 |
| 2018 | When I Grow Up –                                   | — | — | — | — | BEF9 Gold · (24 Wo.)BEF | BEW20 (18 Wo.)BEW | Erstveröffentlichung: 22. Juni 2018 feat. Wiz Khalifa |
| 2019 | Daar gaat ze (Nooit verdiend) –                    | — | — | — | — | BEF32 (3 Wo.)BEF | — | Erstveröffentlichung: 1. Februar 2019 mit Frenna |
| 2019 | Selfish –                                          | — | — | — | — | BEF29 (21 Wo.)BEF | — | Erstveröffentlichung: 15. Februar 2019 feat. Era Istrefi; Original: Toto – Africa                                                                         |
| 2019 | Instagram –                                        | DE29 Gold · (18 Wo.)DE | AT42 (12 Wo.)AT | CH53 Gold · (16 Wo.)CH | — | BEF7 ×2Doppelplatin · (27 Wo.)BEF | BEW24 (10 Wo.)BEW | Erstveröffentlichung: 5. Juli 2019 mit David Guetta & Daddy Yankee feat. Afro Bros & Natti Natasha                                                        |
| 2020 | Say My Name –                                      | DE— aDE | — | — | — | BEF27 (14 Wo.)BEF | — | Erstveröffentlichung: 24. Juli 2020 vs. Regard; Original: Destiny’s Child – Say My Name                                                                   |
| 2020 | Christmas Time –                                   | — | — | — | — | BEF32 (4 Wo.)BEF | — | Erstveröffentlichung: 27. November 2020 mit Armin van Buuren & Brennan Heart feat. Jeremy Oceans                                                          |
| 2021 | Pull Me Closer –                                   | — | — | — | — | BEF48 (1 Wo.)BEF | — | Erstveröffentlichung: 19. März 2021 Dimitri Vegas solo |
| 2021 | Heard About Me Breathe                             | DE— bDE | — | — | — | — | — | Erstveröffentlichung: 25. Juni 2021 Felix Jaehn feat. Dimitri Vegas & Like Mike & Nea Original: 50 Cent – P.I.M.P./50 Cent – In Da Club                   |
| 2023 | Mexico –                                           | — | — | — | — | BEF42 (9 Wo.)BEF | — | Erstveröffentlichung: 3. März 2023 mit Ne-Yo & Danna Paola                                                                                                |
| 2023 | She Knows –                                        | — | — | — | — | BEF15 (20 Wo.)BEF | BEW30 (6 Wo.)BEW | Erstveröffentlichung: 21. Juli 2023 mit David Guetta & Akon                                                                                               |
| 2023 | Thank You (Not So Bad) –                           | DE16 Platin · (… Wo.)DE | AT14 Platin · (65 Wo.)AT | CH14 Platin · (60 Wo.)CH | UK50 Gold · (26 Wo.)UK | BEF28 ×3Dreifachplatin · (15 Wo.)BEF | BEW22 (12 Wo.)BEW | Erstveröffentlichung: 1. Dezember 2023 mit Dido, Tiësto & W&W                                                                                             |
| 2024 | To The Beat –                                      | — | — | — | — | BEF35 (6 Wo.)BEF | — | Erstveröffentlichung: 19. April 2023 mit Regard, Natti Natasha & Sash!                                                                                    |

Weitere Singles
| Jahr | Titel Album                                                              | Anmerkungen |
| ---- | ------------------------------------------------------------------------ | --- |
| 2009 | Liquid Skies –                                                           | Erstveröffentlichung: 27. März 2009 als DNM feat. Jade |
| 2009 | Hello Hello –                                                            | Erstveröffentlichung: 24. April 2009 feat. MoDiD Original: Nirvana – Smells Like Teen Spirit                                                                                     |
| 2009 | Control –                                                                | Erstveröffentlichung: 26. Juni 2009 als DNM & diMaro |
| 2009 | Under the Water –                                                        | Erstveröffentlichung: 13. November 2009 Original Brother Brown feat. Frank’ee – Under the Water                                                                                  |
| 2010 | Drop That –                                                              | Erstveröffentlichung: 4. Mai 2010 mit Albin Myers |
| 2010 | Deeper Love –                                                            | Erstveröffentlichung: 21. Mai 2010 feat. VanGosh |
| 2010 | Pump Up the Jam 2010 –                                                   | Erstveröffentlichung: 7. Juli 2010 mit Technotronic Original: Technotronic – Pump Up the Jam                                                                                     |
| 2010 | Salinas –                                                                | Erstveröffentlichung: 13. November 2009 Original: Live – Overcome |
| 2011 | The Underdog –                                                           | Erstveröffentlichung: 20. April 2011 feat. Andy Taylor |
| 2011 | Dope Demand –                                                            | Erstveröffentlichung: 13. Mai 2011 Original: King Bee – Back by Dope Demand |
| 2011 | Madagascar –                                                             | Erstveröffentlichung: 27. Juni 2011 mit Yves V & Angger Dimas Original: Marshall Masters feat. Da TMC – Don’t Touch That Stereo/Art of Trance – Madagascar (Ferry Corsten Remix) |
| 2011 | Generation X Bringing the World the Madness                              | Erstveröffentlichung: 13. Juli 2011 Original: Musical Youth – Pass the Dutchie                                                                                                   |
| 2011 | REJ Awesome Edm Vol. 1                                                   | Erstveröffentlichung: 26. September 2011 Original: Âme – Rej |
| 2012 | Tomorrowland Anthem 2012 –                                               | Erstveröffentlichung: 25. Juli 2012; Tomorrowland 2012 Anthem |
| 2012 | Loops and Tings Awesome Edm Vol. 1                                       | Erstveröffentlichung: 17. September 2012 mit Yves V |
| 2012 | Phat Brahms Bringing Home the Madness                                    | Erstveröffentlichung: 2. Oktober 2012 vs. Steve Aoki & Angger Dimas Original: Johannes Brahms – Ungarische Tänze                                                                 |
| 2013 | Turn It Up Bringing Home the Madness                                     | Erstveröffentlichung: 9. April 2013 mit GTA & Wolfpack |
| 2013 | More Bringing Home the Madness                                           | Erstveröffentlichung: 1. Juli 2013 mit Laidback Luke; Instrumental-Version |
| 2013 | Ocarina Bringing Home the Madness                                        | Erstveröffentlichung: 23. September 2013 mit Wolfpack; nur auf Beatport |
| 2014 | Check this Out –                                                         | Erstveröffentlichung: 11. Januar 2014 vs. Born Loud; Freetrack |
| 2014 | Feedback –                                                               | Erstveröffentlichung: 1. April 2014 vs. Steve Aoki & Autoerotique Original: The Mohawks – The Champ                                                                              |
| 2015 | Louder Bringing the World the Madness                                    | Erstveröffentlichung: 30. Januar 2015 mit Vinai |
| 2016 | Meet Her At Tomorrow Party Rock Mension                                  | Erstveröffentlichung: 18. März 2016 mit Redfoo |
| 2016 | Hands Up (Van Gogh) Summer of Madness                                    | Erstveröffentlichung: 3. August 2016 vs. Afrojack; Freetrack |
| 2016 | Million Summer of Madness                                                | Erstveröffentlichung: 4. August 2016 mit Brennan Heart; Freetrack |
| 2016 | The Island Summer of Madness                                             | Erstveröffentlichung: 5. August 2016 |
| 2016 | Bringing Home the Madness Summer of Madness                              | Erstveröffentlichung: 6. August 2016 vs. W&W; Tomorrowland 2014 Intro; Freetrack                                                                                                 |
| 2016 | Roads Summer of Madness                                                  | Erstveröffentlichung: 7. August 2016 mit Deniz Koyu; Neuversion; Freetrack Original: Portishead – Roads                                                                          |
| 2016 | Meet Her At Tomorrowland Summer of Madness                               | Erstveröffentlichung: 8. August 2016 vs. W&W feat. Da Hool; Freetrack Original: Da Hool – Meet Her at the Love Parade                                                            |
| 2016 | The Hills (Dimitri Vegas & Like Mike Remix) Summer of Madness            | Erstveröffentlichung: 9. August 2016 Remix für The Weeknd; Freetrack |
| 2016 | Jaguar Summer of Madness                                                 | Erstveröffentlichung: 9. September 2016 mit Ummet Ozcan; Freetrack Original: DJ Rolando – Jaguar                                                                                 |
| 2016 | Leaves Summer of Madness                                                 | Erstveröffentlichung: 3. Oktober 2016 Freetrack |
| 2016 | Roads Summer of Madness                                                  | Erstveröffentlichung: 5. Oktober 2016 mit Deniz Koyu; 2012er-Version; Freetrack                                                                                                  |
| 2016 | Lean On (Dimitri Vegas & Like Mike Tomorrowland Remix) Summer of Madness | Erstveröffentlichung: 11. Oktober 2016 Remix für Major Lazer, DJ Snake & MØ; Freetrack                                                                                           |
| 2016 | Insanity Summer of Madness                                               | Erstveröffentlichung: 18. Oktober 2016 mit Blasterjaxx; Freetrack |
| 2017 | Ready For Action Bringing the Madness                                    | Erstveröffentlichung: 7. Juni 2017 |
| 2017 | We Are Legend –                                                          | Erstveröffentlichung: 26. Dezember 2017 vs. Steve Aoki feat. Abigail Breslin; Freetrack                                                                                          |
| 2018 | Patser Bounce –                                                          | Erstveröffentlichung: 2. Februar 2017 vs. Quintino Original: Hirokazu Tanaka – Tetris Type A                                                                                     |
| 2018 | The House of House –                                                     | Erstveröffentlichung: 30. März 2018 vs. Vini Vici feat. Cherrymoon Trax Original: Cherrymoon Trax – The House of House                                                           |
| 2018 | Bounce –                                                                 | Erstveröffentlichung: 5. Oktober 2018 mit Bassjackers feat. Julian Banks & Snoop Dogg                                                                                            |
| 2019 | You’re Next –                                                            | Erstveröffentlichung: 19. April 2019 mit Bassjackers; Mortal Kombat Theme |
| 2019 | B.F.A. (Best Friend’s Ass) –                                             | Erstveröffentlichung: 10. Mai 2019 mit Paris Hilton Original: Apple Inc. – Tri-tone                                                                                              |
| 2019 | Untz Untz –                                                              | Erstveröffentlichung: 17. Mai 2019 mit Vini Vici & Liquid Soul Original: Perry & Rhodan – The Beat Just Goes Straight on and on                                                  |
| 2019 | Selfish (Tomorrowland Aftermovie 2013 Remix) Tomorrowland EP 2019        | Erstveröffentlichung: 19. Juli 2019 Arbeitstitel: Yemaya; Freetrack Original: Toto – Africa                                                                                      |
| 2019 | Mortal Kombat (Anthem) Tomorrowland EP 2019                              | Erstveröffentlichung: 21. Juli 2019 vs. Bassjackers & 2WEI |
| 2019 | Khaleesi –                                                               | Erstveröffentlichung: 26. Juli 2019 als 3 Are Legend vs. W&W |
| 2019 | Turn Up Tomorrowland EP 2019                                             | Erstveröffentlichung: 26. Juli 2019 vs. John Christian |
| 2019 | Instagram (Bassjackers Remix) Tomorrowland EP 2019                       | Erstveröffentlichung: 26. Juli 2019 mit David Guetta, Daddy Yankee, Afro Bros feat. Natti Natasha                                                                                |
| 2019 | Boing Tomorrowland EP 2019                                               | Erstveröffentlichung: 2. August 2019 vs. Quintino feat. Mad M.a.c. |
| 2019 | K20 –                                                                    | Erstveröffentlichung: 2. August 2019 vs. Angemi |
| 2019 | Everybody Clap Tomorrowland EP 2019                                      | Erstveröffentlichung: 16. August 2019 vs. Nicky Romero |
| 2019 | The Flight Garden of Madness 2020 EP                                     | Erstveröffentlichung: 13. September 2019 x Bassjackers x D’Angelo & Francis |
| 2019 | Beast (All as One) Garden of Madness 2020 EP                             | Erstveröffentlichung: 15. November 2019 x Ummet Ozcan x Brennan Heart Original: Kim Wilde – Cambodia                                                                             |
| 2019 | Boomshakalaka –                                                          | Erstveröffentlichung: 29. November 2019 vs. Afro Bros & Sebastián Yatra feat. Camilo & Emilia                                                                                    |
| 2020 | The Anthem (Der Alte) Garden of Madness 2020 EP                          | Erstveröffentlichung: 17. Januar 2020 vs. Timmy Trumpet Original: Dessauer Marsch                                                                                                |
| 2020 | The Chase Garden of Madness 2020 EP                                      | Erstveröffentlichung: 27. März 2020 mit Quintino Original: Jean Bernard & Jean-Marie Prima – Son ar chistr                                                                       |
| 2020 | Happy Together Garden of Madness 2020 EP                                 | Erstveröffentlichung: 24. April 2020 vs. Bassjackers Original: The Turtles – Happy Together                                                                                      |
| 2020 | Raver Dome –                                                             | Erstveröffentlichung: 8. Mai 2020 als 3 Are Legend x Justin Prime x Sandro Silva                                                                                                 |
| 2020 | Clap Your Hands –                                                        | Erstveröffentlichung: 29. Mai 2020 x W&W x Fedde Le Grand Edvard Grieg – In der Halle des Bergkönigs                                                                             |
| 2020 | Get in Trouble (So What) –                                               | Erstveröffentlichung: 5. Juni 2020 vs. Vini Vici Original: P!nk – So What |
| 2020 | Do It! –                                                                 | Erstveröffentlichung: 18. September 2020 mit Kim Loaiza & Azteck |
| 2020 | Bonzai Channel One –                                                     | Erstveröffentlichung: 2. November 2020 vs. Bassjackers & Crossnaders Original: Thunderball – Bonzai Channel One                                                                  |
| 2021 | Back to the Oldschool –                                                  | Erstveröffentlichung: 8. Januar 2021 x Quintino Original: Robert Armani – Hit Hard                                                                                               |
| 2021 | Too Much –                                                               | Erstveröffentlichung: 19. Februar 2021 mit Dvbbs & Roy Woods |
| 2021 | We Love Hardcore God Save the Rave                                       | Erstveröffentlichung: 19. März 2021 x Scooter Original: Zombie Nation – Kernkraft 400                                                                                            |
| 2021 | We’ll Be Dancing Soon –                                                  | Erstveröffentlichung: 23. April 2021 mit Azteck & Angemi |
| 2021 | Rampage –                                                                | Erstveröffentlichung: 11. Juni 2021 Free Fire Rampage Theme Song |
| 2024 | Mockingbird –                                                            | Erstveröffentlichung: 3. Mai 2024 · mit Tiësto & Gabry Ponte; BE: Gold · #9 der deutschen Single-Trend-Charts am 24. Mai 2024                                                    |

## Sonderveröffentlichungen
Remixe
| - 2008: David Tort – Acid (Lost In Acid Dimitri Vegas & Like Mike Microdot Mix) - 2008: Abel Ramos & Miss Melody – Rotterdam City of Love - 2008: M.O.D.E. – Lost - 2008: Dave Lambert & Housetrap – Work That Body - 2008: Push – Universal Nation - 2009: Gossip – Heavy Cross (Dimitri Vegas & Like Mike Open Air Mix) - 2009: Tim Berg – Alcoholic (Dimitri Vegas & Like Mike Twelve Step Remix) - 2009: Timati feat. Snoop Dogg – Groove On (Dimitri Vegas & Like Mike Drill Riddim Remix) - 2009: Axwell, Ingrosso, Angello & Laidback Luke – Leave the World Behind (Dimitri Vegas & Like Mike vs SHM Dark Forest Edit) - 2009: Pedro Mercado & Karada - Something Phat - 2009: DJ Rebel – U Got to Know - 2009: Dave Lambert & Housetrap – S-Vibes (What Is Love?) - 2009: Celeda – The Underground (Dimitri Vegas & Like Mike Devil’s Island Mix) - 2009: Lissat & Voltaxx feat. Betty Bizarre – The Music And Me - 2009: Javi Muñoz – Power Ranger Groove (Dimitri Vegas & Like Mike Arcade Remix) - 2009: 2Dirty - Schnitzel - 2009: Dave Lambert and Housetrap feat. Liam South – Music 4 Peace - 2009: Albin Myers – Times Like These (Dimitri Vegas & Like Mike Terrace Mix) - 2009: Sir-G vs. DJ Sake – 2 Spirit - 2009: Sir-G vs. DJ Sake – Always Been Real - 2009: DJ Yoeri – Fuck On Cocaine 2009 - 2009: Philip Jensen – Dubai - 2010: Cosmic Gate – Fire Wire - 2010: Tiësto feat. Nelly Furtado – Who Wants to Be Alone - 2010: Bob Sinclar feat. Sean Paul – Tik Tok - 2010: Sash! feat. Jessy – All Is Love - 2010: Benny Benassi pres. The Bizz – Satisfaction 2010 - 2010: Florence + the Machine – You’ve Got the Love (Dimitri Vegas, Like Mike & Yves V Mix) - 2010: Spencer & Hill – Who Knows - 2010: Basto! – Your Fire - 2010: Dada Life – Love Vibrations - 2010: Tommy Trash feat. Rebecca Kneen – Stay Close - 2010: John Dahlbäck feat. Andy P – Love Inside - 2011: Lady Gaga – Marry the Night | - 2011: Benny Benassi feat. Gary Go – Close to Me - 2011: Erick Morillo feat. Audio Bullys – Break Down the Doors - 2011: Jennifer Lopez feat. Pitbull – Papi - 2011: LMFAO feat. Natalia Kills – Champagne Showers - 2011: Promise Land & Cozi – Heaven - 2011: David Tort feat. Gosha – One Look (Axwell vs. Dimitri Vegas & Like Mike Remix) - 2012: D*Note – Shed My Skin (Dimitri Vegas & Like Mike feat. Yves V Remix) - 2013: Ferry Corsten – Rock Your Body Rock 2013 (Dimitri Vegas & Like Mike Mainstage Remix) - 2013: Wolfpack feat. CoCo Star – Miracle - 2013: Sick Individuals & Axwell feat. Taylr Renee – I AM (Dimitri Vegas & Like Mike vs. Wolfpack & Boostedkids Remix) - 2013: Fatboy Slim & Riva Starr feat. Beardyman – Eat, Sleep, Rave, Repeat (Dimitri Vegas & Like Mike & Ummet Ozcan Tomorrowland Remix) - 2013: Major Lazer feat. Busy Signal, The Flexican & FS Green – Watch Out for This (Bumaye) (Dimitri Vegas & Like Mike Tomorrowland Remix) - 2013: Laidback Luke & Martin Solveig – Blow (Dimitri Vegas & Like Mike Tomorrowland Mix) - 2013: Alex Hide – Get Away - 2013: Ferry Corsten – Rock Your Body Rock (Dimitri Vegas & Like Mike Mainstage Remix) - 2014: Perfume – Spending All My Time - 2014: Steve Aoki feat. Will.i.am – Born to Get Wild (Dimitri Vegas & Like Mike vs. Boostedkids Remix) - 2014: Cherry Cherry Boom Boom – A Little Bit Love (Can Last For Life) - 2015: Felix – Don’t You Want Me - 2015: Armin van Buuren feat. Kensington – Heading Up High (Dimitri Vegas & Like Mike vs. Boostedkids Remix) - 2016: MATTN & Futuristic Polar Bears – Café Del Mar 2016 (Dimitri Vegas & Like Mike Edit) - 2016: Bassjackers – FCK (2015) (Dimitri Vegas & Like Mike Edit) - 2016: Wolfpack vs. Avancada – Go! (Dimitri Vegas & Like Mike Edit) - 2016: Dimitri Vegas & Like Mike vs. Diplo feat. Deb’s Daughter – Hey Baby (Tomorrowland Remix) - 2016: The Weeknd – The Hills - 2016: Major Lazer & DJ Snake feat. MØ – Lean On (Dimitri Vegas & Like Mike Tomorrowland Remix) - 2017: Lost Frequencies – What Is Love 2016 - 2017: D’Angelo & Francis vs. Bassjackers – All Aboard (Dimitri Vegas & Like Mike Edit) - 2017: The Chainsmokers & Coldplay – Something Just Like This - 2017: Mad Mac vs. Jamis – Renegade Master (Dimitri Vegas & Like Mike Edit) - 2017: Robin Schulz & Hugel – I Believe I’m Fine |

Unveröffentlicht
- 2012: Mr. Oizo – Flat Beat
- 2012: Mary J. Blige – Ain’t Nobody
- 2014: Jones & Stephenson – The First Rebirth (Dimitri Vegas & Like Mike vs. Brennan Heart Remix)
- 2014: Ten Walls – Walking with Elephants (Dimitri Vegas & Like Mike vs. W&W Remix)
- 2015: Lil’ Kleine & Ronnie Flex – Drank & Drugs (Dimitri Vegas & Like Mike vs. Tujamo Remix)
- 2015: Feder feat. Lyse – Goodbye
- 2015: Jack Ü feat. Justin Bieber – Where Are Ü Now (Dimitri Vegas & Like Mike vs. W&W Remix)
- 2015: Rihanna – Needed Me / The Chainsmokers feat. Halsey – Closer (Drop beider Produktionen stimmen überein)
- 2016: Ramin Djawadi – Game of Thrones Main Title
- 2016: DJ Snake feat. Justin Bieber – Let Me Love You
- 2016: Eminem – Without Me

## Statistik

### Chartauswertung
|                     | DE    | AT    | CH    | UK    | BEF     | BEW     |
| ------------------- | ----- | ----- | ----- | ----- | ------- | ------- |
| Nummer-eins-Alben   | DE—DE | AT—AT | CH—CH | UK—UK | BEF—BEF | BEW—BEW |
| Top-10-Alben        | DE—DE | AT—AT | CH—CH | UK—UK | BEF—BEF | BEW—BEW |
| Alben in den Charts | DE—DE | AT1AT | CH—CH | UK—UK | BEF1BEF | BEW—BEW |

|                       | DE    | AT    | CH    | UK    | BEF      | BEW      |
| --------------------- | ----- | ----- | ----- | ----- | -------- | -------- |
| Nummer-eins-Singles   | DE—DE | AT—AT | CH—CH | UK—UK | BEF3BEF  | BEW—BEW  |
| Top-10-Singles        | DE—DE | AT—AT | CH—CH | UK—UK | BEF16BEF | BEW2BEW  |
| Singles in den Charts | DE6DE | AT6AT | CH4CH | UK2UK | BEF41BEF | BEW17BEW |

### Auszeichnungen für Musikverkäufe
| Goldene Schallplatte - Brasilien - 2024: für die Single Tremor - Frankreich - 2020: für die Single Instagram - Italien - 2020: für die Single Instagram - 2024: für die Single Thank You (Not So Bad) - Kanada - 2023: für die Single Say My Name - 2024: für die Single Thank You (Not So Bad) - Neuseeland - 2016: für die Single Higher Place - Niederlande - 2013: für die Single Mammoth - 2020: für die Single Daar gaat ze (Nooit verdiend) - Portugal - 2022: für die Single Instagram - Schweden - 2016: für die Single The Hum - 2017: für die Single Complicated - Spanien - 2024: für die Single Boomshakalaka - 2024: für die Single Instagram - 2024: für die Single Thank You (Not So Bad) | Platin-Schallplatte - Dänemark - 2025: für die Single Thank You (Not So Bad) - Frankreich - 2025: für die Single Thank You (Not So Bad) - Mexiko - 2021: für die Single Instagram - Niederlande - 2017: für die Single Complicated - Polen - 2020: für die Single Instagram 2× Platin-Schallplatte - Niederlande - 2019: für die Single Slow Down - Polen - 2024: für die Single Thank You (Not So Bad) |

Anmerkung: Auszeichnungen in Ländern aus den Charttabellen bzw. Chartboxen sind in ebendiesen zu finden.
| Land/RegionAuszeichnungen für Musikverkäufe (Land/Region, Auszeichnungen, Verkäufe, Quellen) | Gold       | Platin       | Verkäufe  | Quellen              |
| -------------------------------------------------------------------------------------------- | ---------- | ------------ | --------- | -------------------- |
| Belgien (BRMA)                                                                               | 8× Gold8   | 12× Platin12 | 385.000   | ultratop.be          |
| Brasilien (PMB)                                                                              | Gold1      | —            | 30.000    | pro-musicabr.org.br  |
| Dänemark (IFPI)                                                                              | —          | Platin1      | 90.000    | ifpi.dk              |
| Deutschland (BVMI)                                                                           | 2× Gold2   | Platin1      | 1.000.000 | musikindustrie.de    |
| Frankreich (SNEP)                                                                            | Gold1      | Platin1      | 300.000   | snepmusique.com      |
| Italien (FIMI)                                                                               | 2× Gold2   | —            | 85.000    | fimi.it              |
| Kanada (MC)                                                                                  | 2× Gold2   | —            | 80.000    | musiccanada.com      |
| Mexiko (AMPROFON)                                                                            | —          | Platin1      | 60.000    | amprofon.com.mx      |
| Neuseeland (RMNZ)                                                                            | Gold1      | —            | 7.500     | radioscope.co.nz     |
| Niederlande (NVPI)                                                                           | 2× Gold2   | 3× Platin3   | 230.000   | nvpi.nl              |
| Österreich (IFPI)                                                                            | —          | Platin1      | 30.000    | ifpi.at              |
| Polen (ZPAV)                                                                                 | —          | 3× Platin3   | 120.000   | olis.pl              |
| Portugal (AFP)                                                                               | Gold1      | —            | 5.000     | Einzelnachweise      |
| Schweden (IFPI)                                                                              | 2× Gold2   | —            | 40.000    | sverigetopplistan.se |
| Schweiz (IFPI)                                                                               | Gold1      | Platin1      | 40.000    | hitparade.ch         |
| Spanien (Promusicae)                                                                         | 2× Gold2   | Platin1      | 120.000   | elportaldemusica.es  |
| Vereinigtes Königreich (BPI)                                                                 | Gold1      | —            | 400.000   | bpi.co.uk            |
| Insgesamt                                                                                    | 26× Gold26 | 25× Platin25 |           |                      |